# Диаграмма композитной структуры

Шаблон проектирования Декоратор на диаграмме кооперации

Диагра́мма компози́тной/составно́й структу́ры, Composite structure diagram — статическая структурная диаграмма, демонстрирует внутреннюю структуру классов и, по возможности, взаимодействие элементов (частей) внутренней структуры класса.
Подвидом диаграмм композитной структуры являются диаграммы кооперации (Collaboration diagram, введены в UML 2.0), которые показывают роли и взаимодействие классов в рамках кооперации. Кооперации удобны при моделировании шаблонов проектирования.
Диаграммы композитной структуры могут использоваться совместно с диаграммами классов.